# Виталий Милански
Виталий Милански (на италиански: Vitale di Milano) е християнски светец, живял през I - II век сл. Хр. Почита се като мъченик от Римокатолическата църква на 28 април.
Свети Виталий е патронен светител на базиликата Сан Витале в Равена, Италия